# Lliga luxemburguesa de futbol
La Lliga luxemburguesa de futbol, la màxima categoria de la qual és anomenada Divisió Nacional (luxemburguès Nationaldivisioun, francès Division Nationale, alemany Nationaldivision), és la màxima competició futbolística de Luxemburg. Fins al 2011 rep el nom de Fortis Ligue per raons de patrocini.
És dirigida per la Federació Luxemburguesa de Futbol. Abans del 2006 estava formada per 12 equips, ampliada a 14 aquest any.
Es va començar a disputar l'any 1910, i s'ha jugat cada any excepte el 1913 i durant la Segona Guerra Mundial. La competició fou anomenada Championnat Luxembourgeois fins al 1913-14. Del 1914-15 fins al 1931-32 s'anomenà Premiere Division. S'anomenà Division d'Honneur de 1932-33 a 1956-57. Des del 1957-58 rep el nom de Division Nationale.

## Clubs actuals
| Equip                   | Ciutat                 | Estadi                          |
| ----------------------- | ---------------------- | ------------------------------- |
| FC Blue Boys Muhlenbach | Luxemburg (Muhlenbach) | Estadi Mathias Mamer            |
| Differdange 03          |                        | Estadi Municipal de Differdange |
| Etzella Ettelbruck      | Ettelbruck             | Estadi Am Deich                 |
| F91 Dudelange           | Dudelange              | Estadi Jos Nosbaum              |
| Fola Esch               | Esch-sur-Alzette       | Estadi Émile Mayrisch           |
| Hostert                 |                        | Estadi Jos Becker               |
| Jeunesse Esch           | Esch-sur-Alzette       | Estadi de la Frontière          |
| Mondorf-les-Bains       | Mondorf-les-Bains      | Estadi John Grün                |
| Progrès Niederkorn      | Niederkorn             | Estadi Jos Haupert              |
| Racing FC               | Luxemburg              | Estadi Achille Hammerel         |
| Rodange                 | Rodange                | Stade Joseph Philippart         |
| UNA Strassen            | Strassen               | Complexe Sportif Jean Wirtz     |
| UT Pétange              | Pétange                | Estai Municipal de Pétange      |
| Victoria Rosport        | Rosport                | Estadi VictoriArena             |

## Historial
Font:
- 1910:  Racing Club Luxemburg (1)
- 1911:  Sporting Club Luxemburg (1)
- 1912:  US Hollerich (1)
- 1913: No es disputà
- 1914:  US Hollerich (2)
- 1915:  US Hollerich (3)
- 1916:  US Hollerich (4)
- 1917:  US Hollerich (5)
- 1918:  CS Fola Esch (1)
- 1919:  Sporting Club Luxemburg (2)
- 1920:  CS Fola Esch (2)
- 1921:  Jeunesse Esch (1)
- 1922:  CS Fola Esch (3)
- 1923:  Red Boys Differdange (1)
- 1924:  CS Fola Esch (4)
- 1925:  Spora Luxemburg (1)
- 1926:  Red Boys Differdange (2)
- 1927:  Union Luxemburg (1)
- 1928:  Spora Luxemburg (2)
- 1929:  Spora Luxemburg (3)
- 1930:  CS Fola Esch (5)
- 1931:  Red Boys Differdange (3)
- 1932:  Red Boys Differdange (4)
- 1933:  Red Boys Differdange (5)
- 1934:  Spora Luxemburg (4)
- 1935:  Spora Luxemburg (5)
- 1936:  Spora Luxemburg (6)
- 1937:  Jeunesse Esch (2)
- 1938:  Spora Luxemburg (7)
- 1939:  Stade Dudelange (1)
- 1940:  Stade Dudelange (2)
- 1941-1944: No es disputà
- 1945:  Stade Dudelange (3)
- 1946:  Stade Dudelange (4)
- 1947:  Stade Dudelange (5)
- 1948:  Stade Dudelange (6)
- 1949:  Spora Luxemburg (8)
- 1950:  Stade Dudelange (7)
- 1951:  Jeunesse Esch (3)
- 1952:  National Schifflange (1)
- 1953:  Progrès Niedercorn (1)
- 1954:  Jeunesse Esch (4)
- 1955:  Stade Dudelange (8)
- 1956:  Spora Luxemburg (9)
- 1957:  Stade Dudelange (9)
- 1958:  Jeunesse Esch (5)
- 1959:  Jeunesse Esch (6)
- 1960:  Jeunesse Esch (7)
- 1961:  Spora Luxemburg (10)
- 1962:  Union Luxemburg (2)
- 1963:  Jeunesse Esch (8)
- 1964:  Aris Bonnevoie (1)
- 1965:  Stade Dudelange (10)
- 1966:  Aris Bonnevoie (2)
- 1967:  Jeunesse Esch (9)
- 1968:  Jeunesse Esch (10)
- 1969:  Avenir Beggen (1)
- 1970:  Jeunesse Esch (11)
- 1971:  Union Luxemburg (3)
- 1972:  Aris Bonnevoie (3)
- 1973:  Jeunesse Esch (12)
- 1974:  Jeunesse Esch (13)
- 1975:  Jeunesse Esch (14)
- 1976:  Jeunesse Esch (15)
- 1977:  Jeunesse Esch (16)
- 1978:  Progrès Niedercorn (2)
- 1979:  Red Boys Differdange (6)
- 1980:  Jeunesse Esch (17)
- 1981:  Progrès Niedercorn (3)
- 1982:  Avenir Beggen (2)
- 1983:  Jeunesse Esch (18)
- 1984:  Avenir Beggen (3)
- 1985:  Jeunesse Esch (19)
- 1986:  Avenir Beggen (4)
- 1987:  Jeunesse Esch (20)
- 1988:  Jeunesse Esch (21)
- 1989:  Spora Luxemburg (11)
- 1990:  Union Luxemburg (4)
- 1991:  Union Luxemburg (5)
- 1992:  Union Luxemburg (6)
- 1993:  Avenir Beggen (5)
- 1994:  Avenir Beggen (6)
- 1995:  Jeunesse Esch (22)
- 1996:  Jeunesse Esch (23)
- 1997:  Jeunesse Esch (24)
- 1998:  Jeunesse Esch (25)
- 1999:  Jeunesse Esch (26)
- 2000:  F91 Dudelange (1)
- 2001:  F91 Dudelange (2)
- 2002:  F91 Dudelange (3)
- 2003:  CS Grevenmacher (1)
- 2004:  Jeunesse Esch (27)
- 2005:  F91 Dudelange (4)
- 2006:  F91 Dudelange (5)
- 2007:  F91 Dudelange (6)
- 2008:  F91 Dudelange (7)
- 2009:  F91 Dudelange (8)
- 2010:  Jeunesse Esch (28)
- 2011:  F91 Dudelange (9)
- 2012:  F91 Dudelange (10)
- 2013:  CS Fola Esch (6)
- 2014:  F91 Dudelange (11)
- 2015:  CS Fola Esch (7)
- 2016:  F91 Dudelange (12)
- 2017:  F91 Dudelange (13)
- 2018:  F91 Dudelange (14)
- 2019:  F91 Dudelange (15)
- 2020: No atorgat (COVID-19)[2][3]
- 2021:  CS Fola Esch (8)
- 2022:  F91 Dudelange (16)
- 2023:  Swift Hesperange (1)
- 2024:  FC Differdange 03 (1)
- 2025:  FC Differdange 03 (2)

## Palmarès
| Club                         | Títols | Anys |
| ---------------------------- | ------ | --- |
| Jeunesse Esch                | 28     | 1921, 1937, 1951, 1954, 1958, 1959, 1960, 1963, 1967, 1968, 1970, 1973, 1974, 1975, 1976, 1977, 1980, 1983, 1985, 1987, 1988, 1995, 1996, 1997, 1998, 1999, 2004, 2010 |
| F91 Dudelange                | 16     | 2000, 2001, 2002, 2005, 2006, 2007, 2008, 2009, 2011, 2012, 2014, 2016, 2017, 2018, 2019, 2022                                                                         |
| CA Spora Luxemburg           | 11     | 1925, 1928, 1929, 1934, 1935, 1936, 1938, 1949, 1956, 1961, 1989 |
| Stade Dudelange              | 10     | 1939, 1940, 1945, 1946, 1947, 1948, 1950, 1955, 1957, 1965 |
| CS Fola Esch                 | 8      | 1918, 1920, 1922, 1924, 1930, 2013, 2015, 2021 |
| FA Red Boys Differdange      | 6      | 1923, 1926, 1931, 1932, 1933, 1979 |
| Union Luxemburg              | 6      | 1927, 1962, 1971, 1990, 1991, 1992 |
| FC Avenir Beggen             | 6      | 1969, 1982, 1984, 1986, 1993, 1994 |
| US Hollerich Bonnevoie       | 5      | 1912, 1914, 1915, 1916, 1917 |
| FC Progrès Niedercorn        | 3      | 1953, 1978, 1981 |
| FC Aris Bonnevoie            | 3      | 1964, 1966, 1972 |
| Sporting Club Luxemburg      | 2      | 1911, 1919 |
| Football Club Differdange 03 | 2      | 2024, 2025 |
| CS Grevenmacher              | 1      | 2003 |
| National Schifflange         | 1      | 1952 |
| Racing Club Luxemburg        | 1      | 1910 |
| FC Swift Hesperange          | 1      | 2023 |